# 두산세계대백과사전

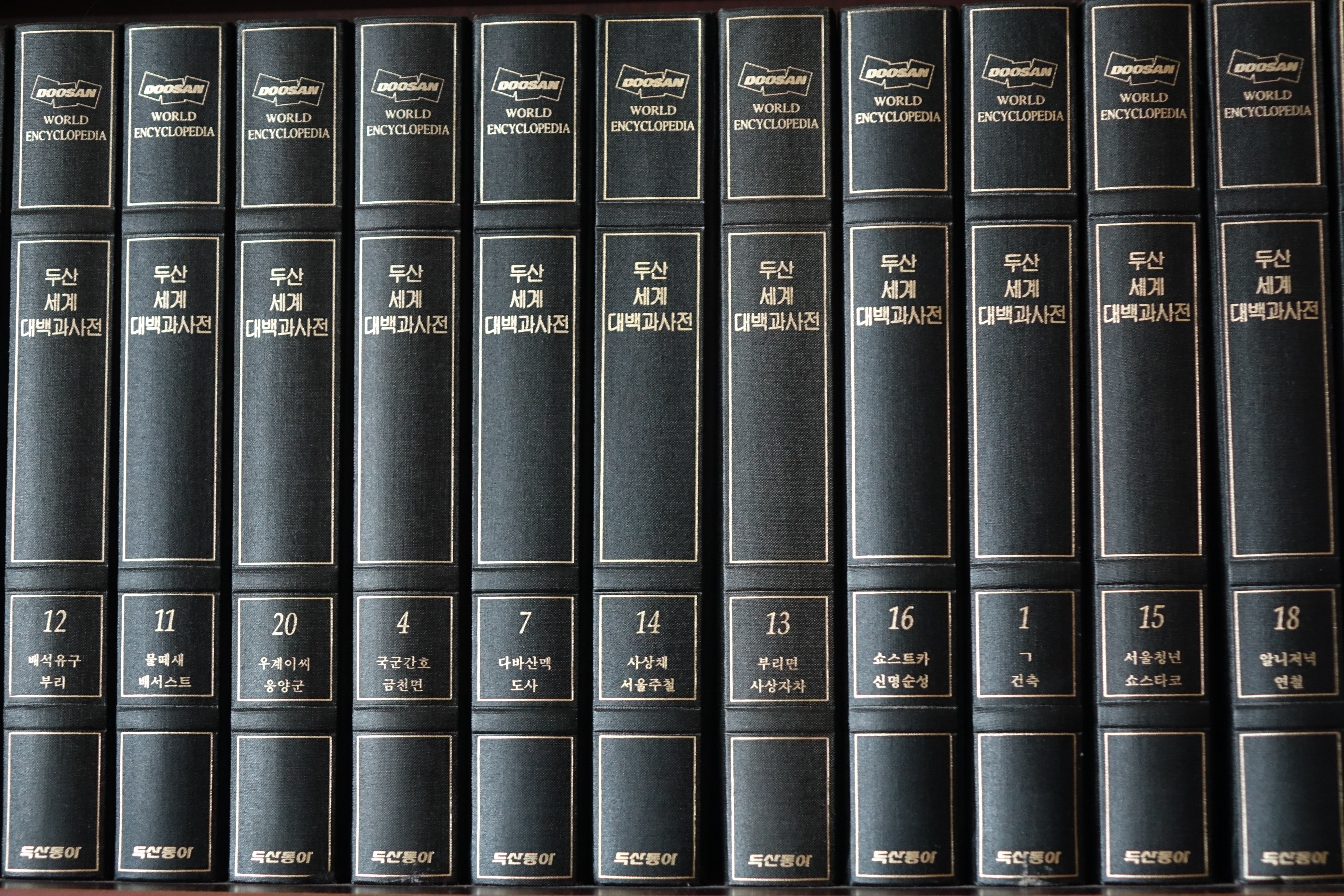
양장본 표지

두산세계대백과사전(斗山世界大百科事典)은 (주)두산에서 서비스하는 백과사전이다.

## 개요
1982년 동아출판사의 총30권으로 된 동아원색세계대백과사전으로 시작되었는데 동아출판사는 백과사전 제작과 판매에 무리하게 매달린 탓인지 1985년 두산그룹에 인수되었고, 1996년 완전히 개정된 총30권의 두산세계대백과사전이 출간되었다. 그 이후로 사전의 내용을 담은 CD-ROM과  내용을 인터넷으로 서비스하는 사이트는 엔싸이버(EnCyber)라는 이름으로 바뀌었다. 인터넷 시대의 도래와 불법복제의 성행으로 종이책과 CD-ROM판의 출간을 중단한 뒤로 인터넷 상에서만 무료로 자료를 제공 포털사이트 네이버, 네이버에서도 그 내용을 그대로 볼 수 있다.
2010년 8월 1일자로 doopedia 두산백과(두피디아 두산백과)로 이름이 바뀌었다.

## 보유 자료량
2019년 2월 현재 총 53만 9,890 여개 항목의 문서를 보유하고 있으며, 118만장 이상의 사진 자료에 680만장 이상의 커뮤니티 사진을 보유하고 있다. 매일 약 30건 이상의 신규항목과 100여장의 사진이 등록된다.

## 같이 보기
- 한국민족문화대백과사전
- 글로벌 세계대백과사전
- 브리태니커 백과사전
- 파스칼 세계대백과사전